# Mario Di Sora
| Entdeckte Asteroiden: 3         | Entdeckte Asteroiden: 3 | Entdeckte Asteroiden: 3 |
| ------------------------------- | ----------------------- | ----------------------- |
| Nummer und Name                 | Entdeckungsdatum        |                         |
| (39864) Poggiali                | 26. Februar 1998        |                         |
| (121019) Minodamato             | 20. Januar 1999         |                         |
| (212176) Fabriziospaziani       | 8. April 2005           |                         |
| alle zusammen mit Franco Mallia |                         |                         |

Mario Di Sora ist ein italienischer Amateurastronom und Asteroidenentdecker.
Er ist von Beruf Rechtsanwalt und derzeit Präsident der Unione Astrofili Italiani.
Er entdeckte zwischen 1998 und 2005 am von ihm gegründeten Campo-Catino-Observatorium, zusammen mit seinem Kollegen Franco Mallia, insgesamt 3 Asteroiden.
Der Asteroid (21999) Disora wurde am 9. Mai 2001 nach ihm benannt.